# Saison 2015 de l'équipe cycliste Superano Ham-Isorex

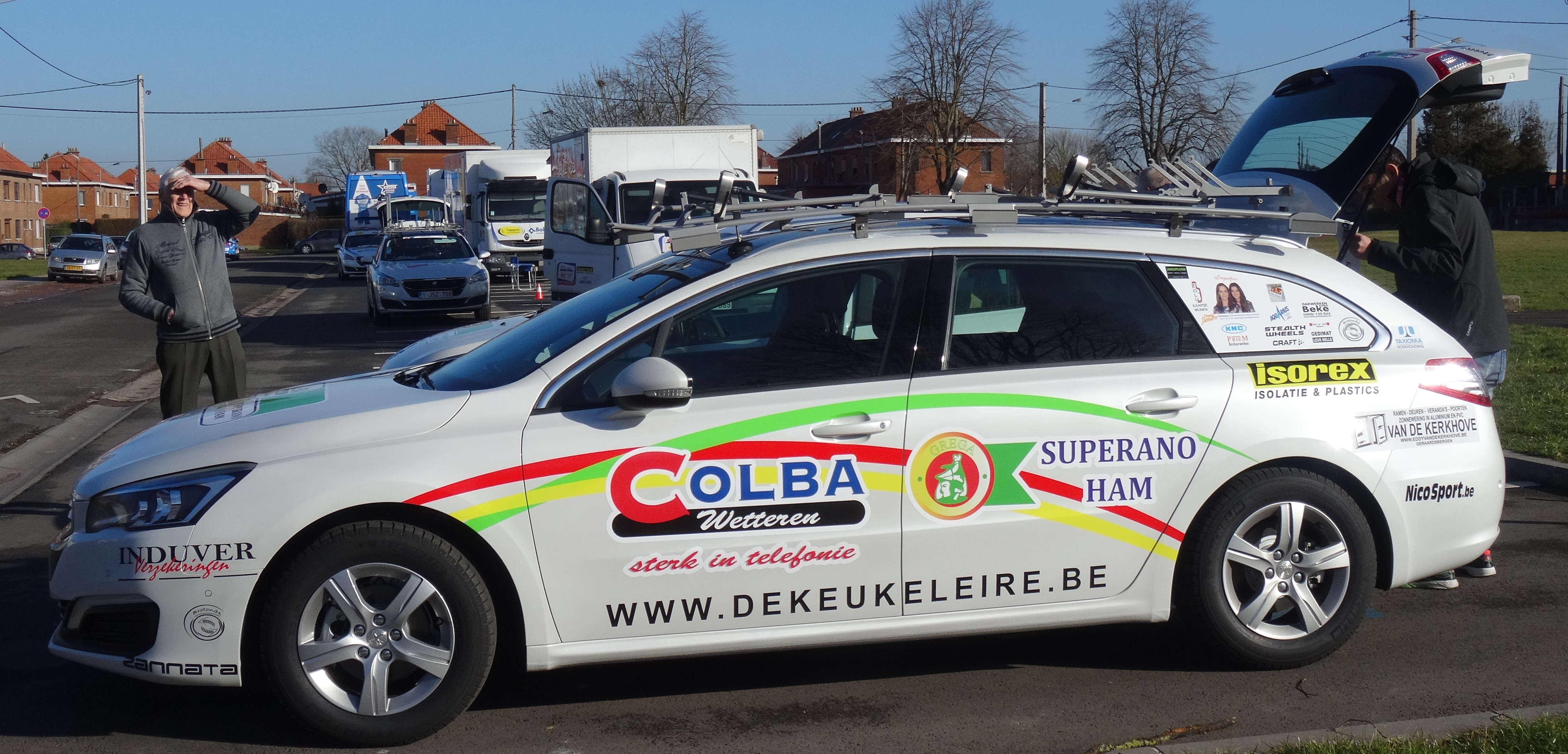
Une des voitures au départ du Samyn 2015 à Quaregnon.

La saison 2015 de l'équipe cycliste Superano Ham-Isorex est la onzième de cette équipe. L'équipe s'appelle Colba-Superano Ham du 1er janvier au 4 septembre inclus.

## Préparation de la saison 2015

### Arrivées et départs
| Arrivées                | Équipe 2014                      |
| ----------------------- | -------------------------------- |
| Vinnie Braet            | Sunweb-Napoleon Games            |
| Kevin Claeys            | An Post-ChainReaction            |
| Vincent De Boeck        | Josan-To Win                     |
| Jelle Donders           | Rupelspurters Boom               |
| Egidijus Juodvalkis     | 3M                               |
| Aron Kremer             | Westland Wil Vooruit             |
| Jelle Mannaerts         | Verandas Willems                 |
| Rick Ottema             | Veranclassic-Doltcini            |
| Kevin Suarez            | Differdange-Losch                |
| Kenneth Van Compernolle | CCN Metalac                      |
| Stein Van Couter        | Geldhof Jielker                  |
| Glenn Van De Maele      | T.Palm-Pôle Continental Wallon   |
| Nick van der Meer       | Westland Wil Vooruit             |
| Thomas Van Opstal       | Bianchi-Lotto-Nieuwe Hoop Tielen |
| Quincy Vens             | Wetterse Dakwerken-Trawobo-VDM   |

| Départs                | Équipe 2015                  |
| ---------------------- | ---------------------------- |
| Pieter Buyle           |                              |
| Yannou De Bruycker     |                              |
| Giovanni De Merlier    | Atom 6-Tops Antiek           |
| Lucas De Vos           | M.Santé                      |
| Gaëtan Marion          |                              |
| Robin Sleeuwagen       |                              |
| Brent Van De Kerkhove  | VL Technics-Experza-Abutriek |
| Anthony Van Den Berghe |                              |
| Matthias Vandenheede   |                              |
| Glenn Velle            | Asfra Racing Oudenaarde      |

## Déroulement de la saison
Peter Bauwens, le manager de l'équipe, annonce à la mi-juillet 2014 que Colba-Superano Ham sera à nouveau une équipe continentale à partir de la saison 2015. Il déclare dans un communiqué : « Dans cette période de crise économique, il n'est pas évident d'attirer des sponsors et qui plus est dans le milieu du cyclisme. Cependant, Superano Ham, un des produits du producteur de jambon Grega à Buggenhout, a décidé de poursuivre l'aventure avec notre équipe l'an prochain ».
Début octobre, le manager indique que la saison devrait commencer par Kuurne-Bruxelles-Kuurne, et compter au total une centaine de jours de course. Il espère pouvoir participer au Tour de Belgique et aux Trois jours de Flandre-Occidentale, et indique que l'équipe participera très certainement au Tour de la province de Liège et au Tour de la province de Namur.
Fin décembre 2014, il est annoncé que Colba-Superano Ham participera avec dix-huit autres équipes à la Topcompétition regroupant huit manches : la Course des chats, la Flèche ardennaise, le Grand Prix Criquielion, le Mémorial Philippe Van Coningsloo, le Circuit Het Nieuwsblad espoirs, le contre-la-montre par équipes de Borlo, À travers les Ardennes flamandes et la Flèche du port d'Anvers, cette dernière épreuve constituant la finale.

## Coureurs et encadrement technique

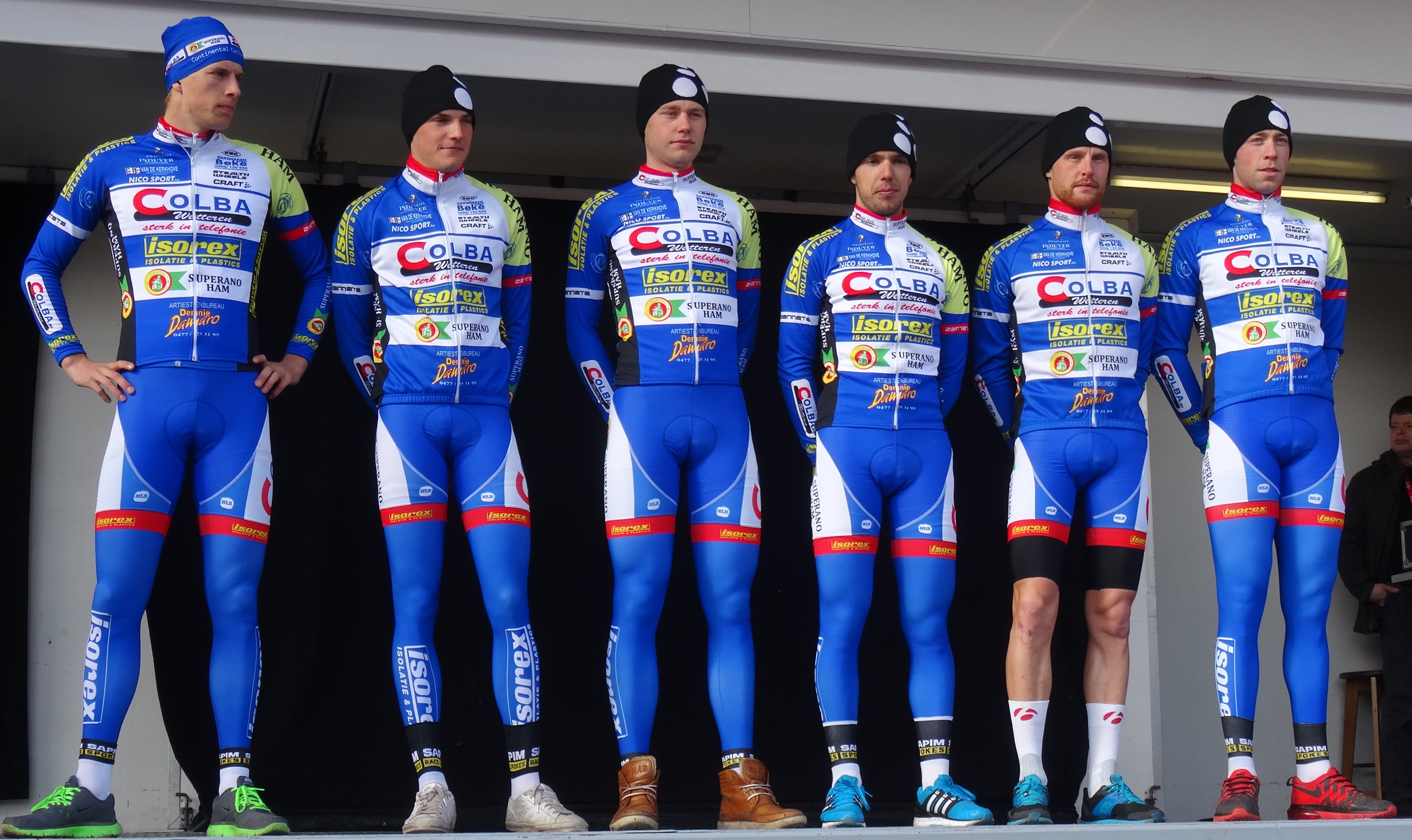
L'équipe lors du départ du Samyn 2015 à Quaregnon.

### Effectif
Dix-huit coureurs constituent l'effectif 2015 de l'équipe et un stagiaire la complète en août.
| Cycliste                | Date de naissance | Nationalité | Équipe 2014                      |  |
| ----------------------- | ----------------- | ----------- | -------------------------------- |  |
| Vinnie Braet            | 12 août 1991      | Belgique    | Sunweb-Napoleon Games            |  |
| Kevin Claeys            | 26 mars 1988      | Belgique    | An Post-ChainReaction            |  |
| Vincent De Boeck        | 3 juin 1993       | Belgique    | Josan-To Win                     |  |
| Jonas Degroote          | 17 octobre 1995   | Belgique    | Vistamedia Hamme                 |  |
| Jelle Donders           | 18 juin 1993      | Belgique    | Rupelspurters Boom               |  |
| Jeroen Goeleven         | 4 juillet 1992    | Belgique    | Colba-Superano Ham               |  |
| Egidijus Juodvalkis     | 8 avril 1988      | Lituanie    | 3M                               |  |
| Aron Kremer             | 4 mai 1989        | Pays-Bas    | Westland Wil Vooruit             |  |
| Jelle Mannaerts         | 14 octobre 1991   | Belgique    | Verandas Willems                 |  |
| Rick Ottema             | 25 juin 1992      | Pays-Bas    | Veranclassic-Doltcini            |  |
| Kevin Suarez            | 17 octobre 1989   | Belgique    | Differdange-Losch                |  |
| Kenneth Van Compernolle | 30 mars 1988      | Belgique    | CCN Metalac                      |  |
| Stein Van Couter        | 24 octobre 1990   | Belgique    | Geldhof Jielker                  |  |
| Glenn Van De Maele      | 6 septembre 1990  | Belgique    | T.Palm-Pôle Continental Wallon   |  |
| Nick van der Meer       | 25 juillet 1993   | Pays-Bas    | Westland Wil Vooruit             |  |
| Thomas Van Opstal       | 20 avril 1995     | Belgique    | Bianchi-Lotto-Nieuwe Hoop Tielen |  |
| Quincy Vens             | 29 avril 1986     | Belgique    | Wetterse Dakwerken-Trawobo-VDM   |  |
| Bryan Verdoolaeghe      | 16 novembre 1991  | Belgique    | KSV Deerlijk-Gaverzicht          |  |
| Stagiaire               | Date de naissance | Nationalité | Équipe 2015                      |  |
| Ruben Geerinckx         | 22 octobre 1993   | Belgique    | Baguet-MIBA Poorten-Indulek      |  |

## Bilan de la saison

### Victoires
| Date | Course | Pays | Classe | Vainqueur |
| ---- | ------ | ---- | ------ | --------- |